# Hoplosauris alba
Hoplosauris alba là một loài bướm đêm trong họ Geometridae.